# 1347 en santé et médecine
| Années de la santé et de la médecine : 1344 - 1345 - 1346 - 1347 - 1348 - 1349 - 1350    |
| Décennies de la santé et de la médecine : 1310 - 1320 - 1330 - 1340 - 1350 - 1360 - 1370 |

Cet article présente les faits marquants de l'année 1347 en santé et médecine.

## Événements
- La peste noire atteint Constantinople en juillet, Messine et Gênes en septembre[1], Marseille le 1er novembre[2].
- À Tournai, maître Laurent de Hollande, chapelain de la cathédrale, fonde une maison « pour servir d'asile à treize indigents atteints de cécité[3] ».

- En vue de la création d'un hôpital à Saint-Marcellin, Humbert II, dernier dauphin de Viennois, prend des dispositions auxquelles il renoncera en 1355, de sorte que l'établissement ne verra le jour qu'au début du XVIe siècle, fondé par la municipalité[4].

## Décès
- Lorenzo Rusio (né en 1288), vétérinaire italien, auteur du Liber marescalciae equorum, traité d'hippiatrie et de maréchalerie composé vers 1340 à Avignon et dédié au  cardinal Napoléon Orsini[5].
- John de Bassolis (né vers 1280), théologien, disciple de Dun Scot, et peut-être docteur en médecine de l'université de Paris[6],[7].
- Vers 1347 : Wei Yilin (né vers 1277), médecin chinois, auteur en 1345 du Shi yi de xiao fang (« Formules efficaces et éprouvées par les médecins depuis des générations »), recueil de prescriptions concernant « les maladies infantiles, la médecine interne, l'ophtalmologie, les maladies ORL, la stomatologie, les blessures de guerre, les ulcères et les furoncles[8] ».
- Au plus tard en 1347 : Guillaume de Champdivers (date de naissance inconnue), médecin à Dijon, au service de Hugues V, duc de Bourgogne, et de Jeanne de France, femme d'Eudes IV, frère et successeur de Hugues[9].